# Xuwulong

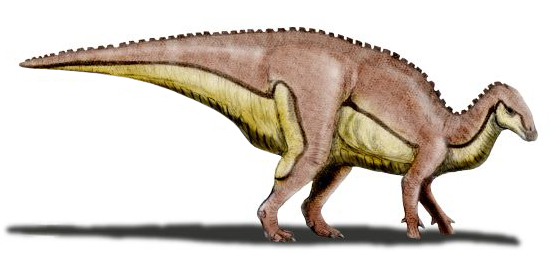
Xuwulong yueluni

Xuwulong yueluni is een plantenetende ornithischische dinosauriër, behorend tot de groep van de Euornithopoda, die tijdens het vroege Krijt leefde in het gebied van het huidige China.

## Naamgeving en vondst
De soort is in 2011 benoemd en beschreven door You Hailu, Li Daqing en Liu Weichang. De soortaanduiding eert de Chinese geoloog wijlen Wang Yuelun. Hij wordt ook geëerd door de geslachtsnaam want "Xu Wu" (叙五) is zijn omgangsnaam (字) die hier verbonden wordt met long, 龙, het Chinees voor "draak" en ook "sauriër".
Het fossiel, holotype GSGM-F00001, is gevonden in het Yujingzibasin in de streek Jiuquan in de provincie Gansu in een laag van de Xinminpugroep Het bestaat uit een geheel in verband liggend skelet van een volwassen individu inclusief schedel, onderkaken, het grootste gedeelte van de wervelkolom, de borstkas en de linkerhelft van het bekken. De staartpunt en de ledematen ontbreken. De conservering van de beenderen is uitstekend. Op het moment van publicatie was alleen de linkerzijde van het specimen geprepareerd.

## Beschrijving

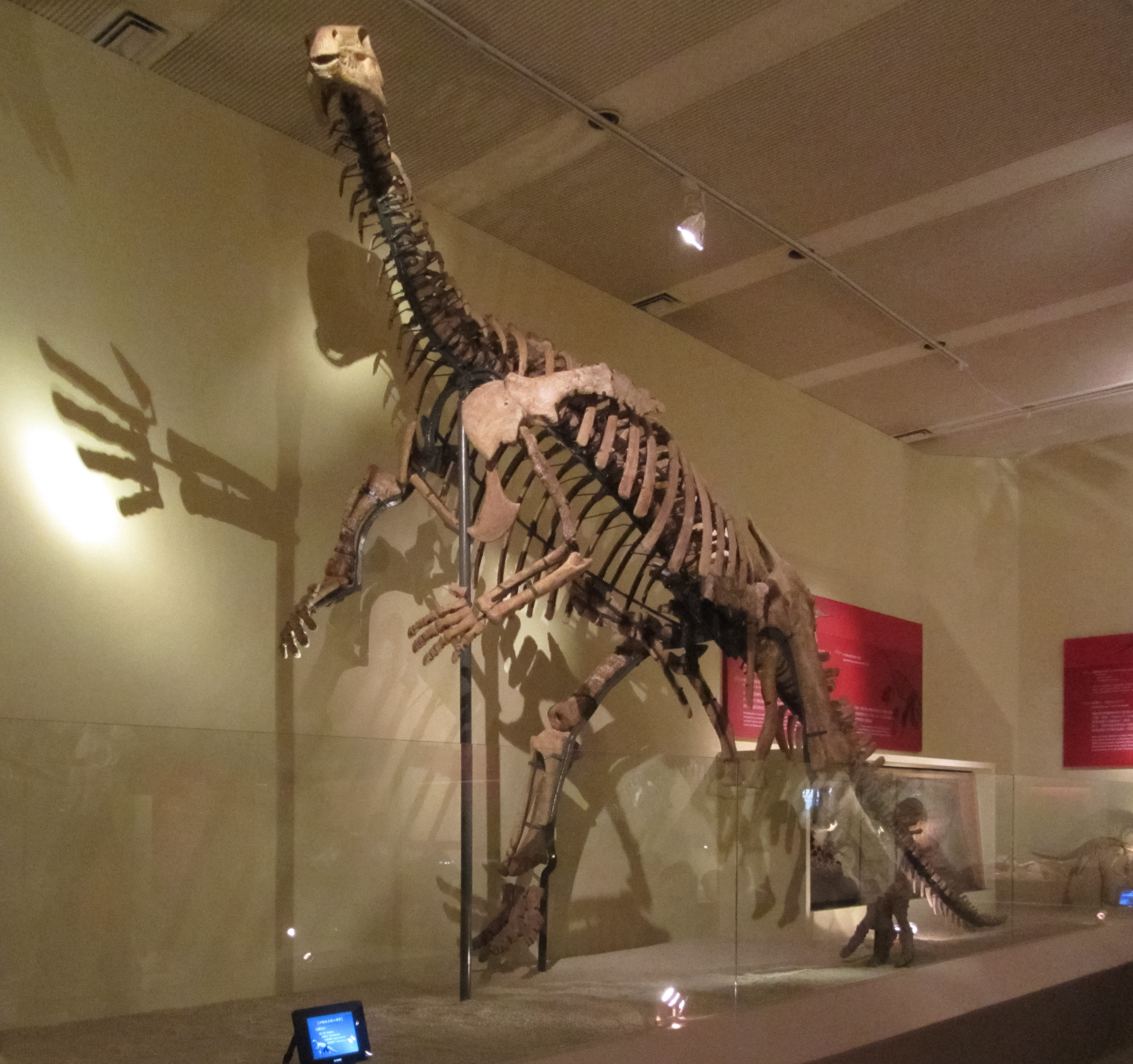
Skeletmodel

Xuwulong is een middelgrote euornithopode met een geschatte lichaamslengte van ongeveer vijf meter. De schedel loopt in een zeer geleidelijke kromming naar voren spits toe. De onderkaken zijn zwaargebouwd. Xuwulong toont enkele unieke kenmerken. In zijaanzicht heeft de onderkaak een V-vormige punt doordat vóór de tandenrij het bovenprofiel abrupt in een rechte lijn schuin naar onderen buigt terwijl de onderkant daar naar boven buigt. Het kaakgewricht ligt ter hoogte van het midden van het achterdeel van de onderkaak. In het bekken is de processus praepubicus vergroot tot een brede plaat en naar beneden gericht.
De schedel heeft een lengte van 38 centimeter. De neus is vrij lang met dertien centimeter lengte voor het neusgat. Het onderste slaapvenster is groter dan de oogkas. De snuit is niet sterk naar beneden gekromd. De praemaxilla is tandeloos maar droeg een snavel; na een kort diasteem volgen eenentwintig tanden in de maxilla. Deze hebben een duidelijk cingulum, verdikking aan de tandkroonbasis. Het achterste deel van de schedel  lijkt sterk naar achteren te hellen maar dit is het gevolg van een vervorming tijdens de fossilisering. De schedel versmalt en verlaagt achteraan met een grote V-vormige inkeping in de bovenste achterrand. De oogkas wordt bovenaan afgesneden door een delicaat gevormd palpebrale. De wandbeenderen zijn vergroeid maar vormen geen kam. De robuuste onderkaak heeft twintig tanden met duidelijke richels.
Er zijn elf halswervels, zestien ruggenwervels en vermoedelijk zes sacrale wervels. Het specimen bezit nog negentien staartwervels. De bewaarde lengte van de wervelkolom is 345 centimeter waarvan het voorste deel van de staart 113 centimeter uitmaakt. De doornuitsteeksels van de halswervels en de eerste twee ruggenwervels zijn puntig. Bij de derde en vierde ruggenwervel worden ze hoger en driehoekig; vanaf de vijfde wervel krijgen de spinae een rechthoekig laag profiel.
Het darmbeen is tweeënzestig centimeter lang, het schaambeen dertig. De processus praepubicus is zeer groot en peddelvormig. Het zitbeen kromt naar beneden.

## Fylogenie
Xuwulong bevindt zich volgens de beschrijvers, de vergelijkende methode toepassend, zeer basaal in de Hadrosauriformes. Een exacte kladistische analyse is niet uitgevoerd.